# سگیان
سگیان (نام علمی: Caninae) تنها زیرخانوادۀ منقرض‌نشده از تیرۀ سگ‌سانان هستند.